# Strychnos angolensis
Strychnos angolensis är en tvåhjärtbladig växtart som beskrevs av Ernest Friedrich Gilg. Strychnos angolensis ingår i släktet Strychnos och familjen Loganiaceae. Inga underarter finns listade i Catalogue of Life.